# Road Trips Volume 3 Number 2
Road Trips Volume 3 Number 2 je koncertní dvojalbum skupiny Grateful Dead. Album vyšlo 24. února 2010 u Grateful Dead Records. Nahrávky pocházejí z Fort Worth v Texasu z 15. listopadu 1971.

## Seznam skladeb
| Disk 1 | Disk 1                   | Disk 1                     | Disk 1 |
| Pořadí | Název                    | Autor                      | Délka  |
| ------ | ------------------------ | -------------------------- | ------ |
| 1.     | Truckin'                 | Garcia, Lesh, Weir, Hunter | 9:21   |
| 2.     | Bertha                   | Garcia, Hunter             | 6:03   |
| 3.     | Playing in the Band      | Weir, Hunter               | 6:34   |
| 4.     | Deal                     | Garcia, Hunter             | 5:13   |
| 5.     | Jack Straw               | Weir, Hunter               | 5:32   |
| 6.     | Loser                    | Garcia, Hunter             | 6:41   |
| 7.     | Beat It on Down the Line | Fuller                     | 3:41   |
| 8.     | Dark Star                | Garcia, Hunter             | 12:49  |
| 9.     | El Paso                  | Robbins                    | 4:55   |
| 10.    | Dark Star                | Garcia, Hunter             | 7:45   |
| 11.    | Casey Jones              | Garcia, Hunter             | 5:52   |
| 12.    | One More Saturday Night  | Weir                       | 5:01   |

| Disk 2         | Disk 2                          | Disk 2                       | Disk 2 |
| Pořadí         | Název                           | Autor                        | Délka  |
| -------------- | ------------------------------- | ---------------------------- | ------ |
| 1.             | Me and My Uncle                 | Phillips                     | 3:35   |
| 2.             | Ramble On Rose                  | Garcia, Hunter               | 6:42   |
| 3.             | Mexicali Blues                  | Weir, Barlow                 | 3:42   |
| 4.             | Brokedown Palace                | Garcia, Hunter               | 5:51   |
| 5.             | Me and Bobby McGee              | Kristofferson, Foster        | 6:27   |
| 6.             | Cumberland Blues                | Garcia, Hunter, Lesh         | 6:35   |
| 7.             | Sugar Magnolia                  | Weir, Hunter                 | 7:37   |
| 8.             | You Win Again                   | Williams                     | 2:43   |
| 9.             | Not Fade Away                   | Holly, Petty                 | 5:56   |
| 10.            | Jam                             |                              | 6:34   |
| 11.            | Goin' Down the Road Feeling Bad | trad., arr. by Grateful Dead | 8:28   |
| 12.            | Not Fade Away                   | Holly, Petty                 | 3:38   |
| 13.            | Johnny B. Goode                 | Berry                        | 4:26   |
| Celková délka: | Celková délka:                  | Celková délka:               | 151:41 |

## Sestava
- Jerry Garcia – sólová kytara, zpěv
- Bob Weir – rytmická kytara, zpěv
- Phil Lesh – basová kytara, zpěv
- Keith Godchaux – piáno
- Bill Kreutzmann – bicí